# Grand Prix Formule 1 van Groot-Brittannië 2025
De Grand Prix Formule 1 van Groot-Brittannië 2025 werd verreden op 6 juli op het Silverstone Circuit bij Silverstone. Het was de twaalfde race van het seizoen. 

## Vrije trainingen

### Uitslagen
- Enkel de top vijf wordt weergegeven.

| Vrije training 1 | Pos. | Nr. | Coureur         | Constructeur               | Tijd     |
| ---------------- | ---- | --- | --------------- | -------------------------- | -------- |
| Vrije training 1 | 1    | 44  | Lewis Hamilton  | Ferrari                    | 1:26.892 |
| Vrije training 1 | 2    | 4   | Lando Norris    | McLaren-Mercedes           | 1:26.915 |
| Vrije training 1 | 3    | 81  | Oscar Piastri   | McLaren-Mercedes           | 1:27.042 |
| Vrije training 1 | 4    | 16  | Charles Leclerc | Ferrari                    | 1:27.095 |
| Vrije training 1 | 5    | 63  | George Russell  | Mercedes                   | 1:27.163 |
| Vrije training 2 | Pos. | Nr. | Coureur         | Constructeur               | Tijd     |
| Vrije training 2 | 1    | 4   | Lando Norris    | McLaren-Mercedes           | 1:25.816 |
| Vrije training 2 | 2    | 16  | Charles Leclerc | Ferrari                    | 1:26.038 |
| Vrije training 2 | 3    | 44  | Lewis Hamilton  | Ferrari                    | 1:26.117 |
| Vrije training 2 | 4    | 81  | Oscar Piastri   | McLaren-Mercedes           | 1:26.286 |
| Vrije training 2 | 5    | 1   | Max Verstappen  | Red Bull Racing-Honda RBPT | 1:26.314 |
| Vrije training 3 | Pos. | Nr. | Coureur         | Constructeur               | Tijd     |
| Vrije training 3 | 1    | 16  | Charles Leclerc | Ferrari                    | 1:25.498 |
| Vrije training 3 | 2    | 81  | Oscar Piastri   | McLaren-Mercedes           | 1:25.566 |
| Vrije training 3 | 3    | 1   | Max Verstappen  | Red Bull Racing-Honda RBPT | 1:25.585 |
| Vrije training 3 | 4    | 4   | Lando Norris    | McLaren-Mercedes           | 1:25.606 |
| Vrije training 3 | 5    | 22  | Yuki Tsunoda    | Red Bull Racing-Honda RBPT | 1:26.104 |

Testcoureurs in vrije training 1:

 Arvid Lindblad (Red Bull Racing-Honda RBPT) reed in plaats van Yuki Tsunoda. Hij reed een tijd van 1:27.958 en werd daarmee veertiende.

 Paul Aron (Kick Sauber-Ferrari) reed in plaats van Nico Hülkenberg. Hij reed een tijd van 1:28.142 en werd daarmee zeventiende.

## Kwalificatie
Max Verstappen behaalde de vierenveertigste pole position in zijn carrière.
| Pos.                   | Nr. | Coureur           | Constructeur               | Kwalificatietijden | Kwalificatietijden | Kwalificatietijden | Grid   |
| Pos.                   | Nr. | Coureur           | Constructeur               | Q1                 | Q2                 | Q3                 | Grid   |
| ---------------------- | --- | ----------------- | -------------------------- | ------------------ | ------------------ | ------------------ | ------ |
| 1                      | 1   | Max Verstappen    | Red Bull Racing-Honda RBPT | 1:25.886           | 1:25.316 *1        | 1:24.892           | 1      |
| 2                      | 81  | Oscar Piastri     | McLaren-Mercedes           | 1:25.963           | 1:25.316 *1        | 1:24.995           | 2      |
| 3                      | 4   | Lando Norris      | McLaren-Mercedes           | 1:26.123           | 1:25.231           | 1:25.010           | 3      |
| 4                      | 63  | George Russell    | Mercedes                   | 1:26.236           | 1:25.637           | 1:25.029           | 4      |
| 5                      | 44  | Lewis Hamilton    | Ferrari                    | 1:26.296           | 1:25.084           | 1:25.095           | 5      |
| 6                      | 16  | Charles Leclerc   | Ferrari                    | 1:26.186           | 1:25.133           | 1:25.121           | 6      |
| 7                      | 12  | Kimi Antonelli    | Mercedes                   | 1:26.265           | 1:25.620           | 1:25.374           | 10 *2  |
| 8                      | 87  | Oliver Bearman    | Haas-Ferrari               | 1:26.005           | 1:25.534           | 1:25.471           | 18 *3  |
| 9                      | 14  | Fernando Alonso   | Aston Martin-Mercedes      | 1:26.108           | 1:25.593           | 1:25.621           | 7      |
| 10                     | 10  | Pierre Gasly      | Alpine-Renault             | 1:26.328           | 1:25.711           | 1:25.785           | 8      |
| 11                     | 55  | Carlos Sainz jr.  | Williams-Mercedes          | 1:26.175           | 1:25.746           |                    | 9      |
| 12                     | 22  | Yuki Tsunoda      | Red Bull Racing-Honda RBPT | 1:26.275           | 1:25.826           |                    | 11     |
| 13                     | 6   | Isack Hadjar      | Racing Bulls-Honda RBPT    | 1:26.177           | 1:25.864           |                    | 12     |
| 14                     | 23  | Alexander Albon   | Williams-Mercedes          | 1:26.093           | 1:25.889           |                    | 13     |
| 15                     | 31  | Esteban Ocon      | Haas-Ferrari               | 1:26.136           | 1:25.950           |                    | 14     |
| 16                     | 30  | Liam Lawson       | Racing Bulls-Honda RBPT    | 1:26.440           |                    |                    | 15     |
| 17                     | 5   | Gabriel Bortoleto | Kick Sauber-Ferrari        | 1:26.446           |                    |                    | 16     |
| 18                     | 18  | Lance Stroll      | Aston Martin-Mercedes      | 1:26.504           |                    |                    | 17     |
| 19                     | 27  | Nico Hülkenberg   | Kick Sauber-Ferrari        | 1:26.574           |                    |                    | 19     |
| 20                     | 43  | Franco Colapinto  | Alpine-Renault             | 1:27.060           |                    |                    | Pit *4 |
| Q1 107% tijd: 1:31.898 |     |                   |                            |                    |                    |                    |        |
| Bron: formula1.com     |     |                   |                            |                    |                    |                    |        |

*1 Max Verstappen en Oscar Piastri reden tijdens de tweede kwalificatiesessie exact dezelfde tijd. Verstappen had P4 omdat hij zijn tijd eerder op de klokken zette dan Piastri die P5 haalde tijdens de tweede kwalificatiesessie.

*2 Kimi Antonelli kreeg een gridstraf van drie plaatsen voor het veroorzaken van een botsing met Max Verstappen tijdens de Grand Prix van Oostenrijk.

*3 Oliver Bearman kreeg een gridstraf van tien plaatsen voor het negeren van de regels onder rode vlag tijdens de derde vrije training.

*4 Franco Colapinto moest vanuit de pit starten omdat er aan zijn wagen is gewerkt onder Parc fermé condities.

## Wedstrijd
Lando Norris behaalde de achtste Grand Prix-overwinning in zijn carrière.

Nico Hülkenberg behaalde voor het eerst in zijn carrière een podiumplaats na 239 Formule 1-racestarts.
| Pos.               | Nr. | Coureur           | Constructeur               | Rondes | Tijd / Oorzaak Uitval | Grid   | Punten |
| ------------------ | --- | ----------------- | -------------------------- | ------ | --------------------- | ------ | ------ |
| 1                  | 4   | Lando Norris      | McLaren-Mercedes           | 52     | 1:37:15.735           | 3      | 25     |
| 2                  | 81  | Oscar Piastri     | McLaren-Mercedes           | 52     | +6.812                | 2      | 18S    |
| 3                  | 27  | Nico Hülkenberg   | Kick Sauber-Ferrari        | 52     | +34.742               | 19     | 15     |
| 4                  | 44  | Lewis Hamilton    | Ferrari                    | 52     | +39.812               | 5      | 12     |
| 5                  | 1   | Max Verstappen    | Red Bull Racing-Honda RBPT | 52     | +56.781               | 1      | 10     |
| 6                  | 10  | Pierre Gasly      | Alpine-Renault             | 52     | +59.857               | 8      | 8      |
| 7                  | 18  | Lance Stroll      | Aston Martin-Mercedes      | 52     | +1:00.603             | 17     | 6      |
| 8                  | 23  | Alexander Albon   | Williams-Mercedes          | 52     | +1:04.135             | 13     | 4      |
| 9                  | 14  | Fernando Alonso   | Aston Martin-Mercedes      | 52     | +1:05.858             | 7      | 2      |
| 10                 | 63  | George Russell    | Mercedes                   | 52     | +1:10.674             | 4      | 1      |
| 11                 | 87  | Oliver Bearman    | Haas-Ferrari               | 52     | +1:12.095             | 18     |        |
| 12                 | 55  | Carlos Sainz jr.  | Williams-Mercedes          | 52     | +1:16.592             | 9      |        |
| 13                 | 31  | Esteban Ocon      | Haas-Ferrari               | 52     | +1:17.301             | 14     |        |
| 14                 | 16  | Charles Leclerc   | Ferrari                    | 52     | +1:24.477             | 6      |        |
| 15                 | 22  | Yuki Tsunoda      | Red Bull Racing-Honda RBPT | 51     | +1 ronde              | 11     |        |
| DNF                | 12  | Kimi Antonelli    | Mercedes                   | 23     | Botsingschade         | 10     |        |
| DNF                | 6   | Isack Hadjar      | Racing Bulls-Honda RBPT    | 17     | Ongeluk               | 12     |        |
| DNF                | 5   | Gabriel Bortoleto | Kick Sauber-Ferrari        | 3      | Ongeluk               | 16     |        |
| DNF                | 30  | Liam Lawson       | Racing Bulls-Honda RBPT    | 0      | Botsing               | 15     |        |
| DNS                | 43  | Franco Colapinto  | Alpine-Renault             | 0      | Versnellingsbak       | Pit *1 |        |
| Bron: formula1.com |     |                   |                            |        |                       |        |        |

S Oscar Piastri reed voor de zevende keer in zijn carrière een snelste ronde.

*1 Franco Colapinto moest vanuit de pit starten maar door een probleem met de versnellingsbak kon hij de race niet starten.

## Tussenstanden wereldkampioenschap
Betreft tussenstanden voor het wereldkampioenschap na afloop van de race.

### Coureurs
| Pos. | Nr. | Coureur           | Constructeur               | Punten |
| ---- | --- | ----------------- | -------------------------- | ------ |
| 1    | 81  | Oscar Piastri     | McLaren-Mercedes           | 234    |
| 2    | 4   | Lando Norris      | McLaren-Mercedes           | 226    |
| 3    | 1   | Max Verstappen    | Red Bull Racing-Honda RBPT | 165    |
| 4    | 63  | George Russell    | Mercedes                   | 147    |
| 5    | 16  | Charles Leclerc   | Ferrari                    | 119    |
| 6    | 44  | Lewis Hamilton    | Ferrari                    | 103    |
| 7    | 12  | Kimi Antonelli    | Mercedes                   | 63     |
| 8    | 23  | Alexander Albon   | Williams-Mercedes          | 46     |
| 9    | 27  | Nico Hülkenberg   | Kick Sauber-Ferrari        | 37     |
| 10   | 31  | Esteban Ocon      | Haas-Ferrari               | 23     |
| 11   | 6   | Isack Hadjar      | Racing Bulls-Honda RBPT    | 21     |
| 12   | 18  | Lance Stroll      | Aston Martin-Mercedes      | 20     |
| 13   | 10  | Pierre Gasly      | Alpine-Renault             | 19     |
| 14   | 14  | Fernando Alonso   | Aston Martin-Mercedes      | 16     |
| 15   | 55  | Carlos Sainz jr.  | Williams-Mercedes          | 13     |
| 16   | 30  | Liam Lawson       | Racing Bulls-Honda RBPT    | 12     |
| 17   | 22  | Yuki Tsunoda      | Red Bull Racing-Honda RBPT | 10     |
| 18   | 87  | Oliver Bearman    | Haas-Ferrari               | 6      |
| 19   | 5   | Gabriel Bortoleto | Kick Sauber-Ferrari        | 4      |
| 20   | 43  | Franco Colapinto  | Alpine-Renault             | 0      |
| 21   | 7   | Jack Doohan       | Alpine-Renault             | 0      |

### Constructeurs
| Pos. | Constructeur               | Punten |
| ---- | -------------------------- | ------ |
| 1    | McLaren-Mercedes           | 460    |
| 2    | Ferrari                    | 222    |
| 3    | Mercedes                   | 210    |
| 4    | Red Bull Racing-Honda RBPT | 172    |
| 5    | Williams-Mercedes          | 59     |
| 6    | Kick Sauber-Ferrari        | 41     |
| 7    | Racing Bulls-Honda RBPT    | 36     |
| 8    | Aston Martin-Mercedes      | 36     |
| 9    | Haas-Ferrari               | 29     |
| 10   | Alpine-Renault             | 19     |